# José Fernández Montesinos
Pour les articles homonymes, voir Fernández et Montesinos.
José Fernández-Montesinos Lustau ou José F. Montesinos, né à Grenade en 1897 et mort à Berkeley en 1972, est un universitaire, écrivain et critique littéraire espagnol appartenant à la Génération de 27.
Il est le frère de Manuel Fernández Montesinos, maire de Grenade assassiné par les nationalistes en 1936 durant la guerre d'Espagne.

## Biographie
José Fernández Montesinos effectue ses études à Grenade et obtient sa licence en philosophie et lettres en 1916. Lui et son frère Manuel, rejoignent le cercle du célèbre Rinconcillo du Café Alameda de Grenade, où se retrouvent, entre autres, Manuel Angeles Ortiz, les frères Francisco et Federico García Lorca, Francisco Soriano, Hermenegildo Lanz, Ismael de la Serna, et Angel Barrios.
Il est d'abord l'étudiant d'Américo Castro au Centre d'études historiques. Puis il devient professeur à l'Université de Madrid et dans d'autres universités, comme Hambourg, Poitiers et Berkeley.   
Il étudie Lope de Vega et les frères Juan et Alonso de Valdés. Il est connu pour ses critiques des classiques de la littérature espagnole.  
Entre 1937 et 1938, il est attaché culturel de la République Espagnole à Washington avant de rejoindre Paris de l'été 1938 à 1940.
En 1946, il décide d'effectuer sa carrière universitaire à l'Université de Californie à Berkeley. C'est là qu'il décède, en 1972. 